# Josef Förster (františkán)
Josef Förster OFM (? – 7. ledna 1733 Olomouc) byl františkán a teolog působící v barokní době v českých zemích. Jako lektor vyučoval na klášterních studiích františkánů. V letech 1702–1703 bychom jej takto potkali jako jednoho ze dvou učitelů filozofie v jindřichohradeckém konventu. Když františkánské provinční definitorium (setkání definitorů) rozhodlo v Brně 4. září 1708 o zřízení studia spekulativní teologie při brněnském klášteře u sv. Máří Magdaleny, byl Förster se spolubratrem Mikulášem Weltzlem poslán do Brna jako první „proto-lektoři“ tamější klášterní školy.
Teologii v Brně vyučoval bratr Förster ještě v roce 1709, o tři roky později (1712) již nicméně přednášel (morální?) teologii ve františkánském olomouckém klášteře. Františkán Josef Förster získal za své zásluhy o rovzoj františkánského řádu čestný titul „otec provincie“. Zemřel 7. ledna 1733 v Olomouci.